# 58 Конкордія
58 Конкордія — астероїд головного поясу, відкритий 24 березня 1860 року.
Тіссеранів параметр щодо Юпітера — 3,361.